# Cratere Lomonosov (Luna)
Lomonosov è un cratere lunare di 90,69 km situato nella parte nord-occidentale della faccia nascosta della Luna.
Il cratere è dedicato al poeta russo Michail Vasil'evič Lomonosov.